# Santiago Cervera
Santiago Cervera Soto (Pamplona, 27 de marzo de 1965) es un médico y político español. Fue presidente del Partido Popular de Navarra  entre 2009 y 2012.

## Biografía
Hijo del médico y docente, de orgien valenciano Salvador Cervera, se licenció en Medicina por la Universidad de Navarra, cursó el máster en Administración y Dirección de Servicios Sanitarios por la Universidad de Comillas.
Cervera se sintió atraído por la política desde muy joven y comenzó a darle frutos en plena juventud. Ya en su época de estudiante logró entrar como concejal en el Ayuntamiento de Pamplona.[cita requerida]
Afiliado a UPN, pasó a ser el número 2 del Ayuntamiento de Pamplona y obtuvo un escaño en el Senado por el Grupo Popular. Tras la legislatura de Alfredo Jaime como alcalde; en 1995, Santiago Cervera fue el candidato a la alcaldía por UPN. Un objetivo que no se logró tras los acuerdos del tripartito entre CDN-PSN-PSOE e IUN-NEB que dio la alcaldía a Javier Chourraut Burguete. En septiembre de 1996, Santiago Cervera recibió la llamada de Miguel Sanz para contar con él en el Gobierno de Navarra. Cervera aceptó y se convirtió en el consejero de una de las carteras con más personal a su cargo, la de Salud, cargo que ocupó hasta el año 2003.[cita requerida]
En las Elecciones Generales de 2008, fue elegido Diputado al Congreso por Navarra en las listas de la coalición Unión del Pueblo Navarro-Partido Popular. En noviembre de 2008, tras la ruptura del acuerdo entre UPN y el PP que dio lugar a la refundación del Partido Popular de Navarra se dio de baja en UPN y de alta en el PP.[cita requerida]
En octubre de 2009, se presentó para presidir el PPN. La otra candidata, Nieves Ciprés, no consiguió los avales necesarios, y el 12 de diciembre de 2009, Cervera fue elegido oficialmente con el 92% de los votos, Presidente del Partido Popular de Navarra. En octubre de 2010 el Partido Popular de Navarra le propuso como candidato del partido a la presidencia del Gobierno Foral para las elecciones al Parlamento Navarro de mayo de 2011. El PPN fue la quinta fuerza más votada (por detrás de UPN, PSN-PSOE, NaBai y Bildu-Nafarroa) y obtuvo cuatro parlamentarios, de los que Santiago Cervera fue nombrado portavoz.
El 12 de diciembre de 2011 Mariano Rajoy lo propuso ante su partido como Secretario del Congreso de los Diputados para la X Legislatura.
El 9 de diciembre de 2012 fue detenido por su presunta implicación en un intento de chantaje económico al presidente de Caja Navarra (CAN), José Antonio Asiaín, al que se le exigieron 25.000 euros. Al día siguiente presentó su dimisión como Diputado y pidió la baja temporal del PP, según manifestó porque "prefiere someterse a la justicia ordinaria y habitual en vez de a la que le correspondería como diputado. Acudir al Tribunal Supremo por ser aforado no me parecía ni justo ni adecuado para con los españoles". El denunciante José Antonio Asiáin se manifestó sorprendido de que Cervera no denunciara los hechos como él. En junio de 2015 fue absuelto.
En la actualidad, es CEO de una consultora de sanidad privada.